# Шамейк Мур
Шамейк Алті Мур (англ. Shameik Alti Moore; нар. 4 травня 1995) — американський актор, співак та репер, який дебютував у фільмі «Наркотик», також він відомий тим, що озвучив Майлза Моралеса / Людину-павука в анімаційному фільмі «Людина-павук: Навколо всесвіту» та в наступних фільмах про Майлза Моралеса.

## Життя та кар'єра
Мур народилася в Атланті, штат Джорджія. Він відвідував середню школу Druid Hills. Його родина походить із Ямайки.
Шамейк Мур починав із невеликих ролей у шоу та фільмах, таких як «Дім Пейна», «Рід між рядків» та «Радісний шум». Потім він отримав визнання, виконавши роль Малкольма у фільмі 2015 року «Наркотик», прем'єра якого відбулася на кінофестивалі «Санденс» у 2015 році. Він також є одним із п'яти головних чоловіків у серіалі Netflix «The Get Down», прем'єра якого відбулася у 2016 році та була скасована у 2017 році після одного сезону. Мур озвучив Майлза Моралеса в анімаційному фільмі «Людина-павук: Навколо всесвіту» від Sony Pictures Animation, який вийшов у грудні 2018 року, а також повторив цю роль у фільмі «Людина-павук: Крізь Всесвіт» 2023 року.

## Дискографія

### Студійні альбоми
| Назва | Деталі альбому                                                                                              |
| ----- | --- |
| 30058 | - Випущено: 15 липня 2015 року - Лейбл: We Music Group - Формат: цифрове завантаження, потокове передавання |

### Сингли
| Назва                                        | Рік  | Альбом               |
| -------------------------------------------- | ---- | -------------------- |
| «Обережно»                                   | 2016 | Сингли поза альбомом |
| «Покачати»                                   | 2016 | Сингли поза альбомом |
| «Зламати замки» (with The Get Down Brothers) | 2017 | Сингли поза альбомом |
| «Ride the Beat»                              | 2017 | Сингли поза альбомом |
| «Відскок»                                    | 2018 | Сингли поза альбомом |
| «Ммм»                                        | 2020 | Сингли поза альбомом |

## Фільмографія
| Not yet released | Позначає твори, які ще не видані |

### Фільми
| Рік  | Назва                             | Роль                                 | Примітки                                                                 |
| ---- | --------------------------------- | ------------------------------------ | ------------------------------------------------------------------------ |
| 2012 | Радісний шум                      | Хормейстер Богоматері Вічних Сльозів |                                                                          |
| 2015 | Допінг                            | Малкольм Адеканбі                    | Номінація — Critics' Choice Movie Award за найкращого молодого виконавця |
| 2018 | Претенденти                       | Філ                                  |                                                                          |
| 2018 | Людина-павук: Навколо всесвіту    | Майлз Моралес / Людина-павук         | Озвучування                                                              |
| 2019 | Нехай сніжить                     | Стюарт                               |                                                                          |
| 2020 | Cut Throat City                   | Поморгайте                           |                                                                          |
| 2022 | Самарянин                         | Девін Холлоуей                       |                                                                          |
| 2023 | Людина-павук: Крізь Всесвіт       | Майлз Моралес / Людина-павук         | Озвучування                                                              |
| 2025 | Людина-павук: по той бік Всесвіту | Майлз Моралес / Людина-павук         | Озвучування; пост-продакшн                                               |

### Серіали
| РІк       | Назва                       | Роль               | Примітки                         |
| --------- | --------------------------- | ------------------ | -------------------------------- |
| 2011      | Дім Пейн                    | Данте              | Епізод: «Гра з вогнем»           |
| 2011      | Рід між рядками             | Блейк              | Епізод: «Поговоримо про волосся» |
| 2012–2013 | Неймовірна команда          | Різні персонажі    | Головний акторський склад        |
| 2013      | Ватсони їдуть до Бірмінгема | Джеймс мл.         | телефільм                        |
| 2016–2017 | The Get Down                | Шаолінь Фантастика | Головний акторський склад        |
| 2019–2023 | Wu-Tang: Американська сага  | Raekwon            | Головний акторський склад        |